# Bent Sørensen (Komponist)
Bent Sørensen (* 18. Juli 1958 in Borup bei Ringsted, Dänemark) ist ein dänischer Komponist.
Sørensen studierte von 1983 bis 1987 am Det Kongelige Danske Musikkonservatorium, Kopenhagen in der Klasse von Ib Nørholm Komposition. Anschließend wurde er Schüler von Per Nørgård am Det Jyske Musikkonservatorium in Aarhus und beendete sein Studium im Jahr 1991.
International Bekanntheit erlangte Sørensen durch sein Violinkonzert Sterbende Gärten, für das er 1996 mit dem Musikpreis des Nordischen Rates ausgezeichnet wurde. Im gleichen Jahr wurde er an das Det Jyske Musikkonservatorium als Gastprofessor berufen. In den Jahren 2000 bis 2001 lehrte er zusätzlich an den Musikhochschulen in Stockholm und Piteå. Seit 2003 ist er Professor für Komposition am Det Kongelige Danske Musikkonservatorium, 2008 übernahm er des Weiteren eine Gastprofessur an der Royal Academy of Music in London. 2004 wurde er zum ständigen Mitglied der Königlich Schwedischen Musikakademie gewählt. Seit 2014 ist Sørensen Vorsitzender der Gesellschaft für dänische Komponisten. Ebenfalls 2014 erhielt er den Wilhelm Hansen Prize of Honor der dänischen Wilhelm Hansen-Stiftung.
2009 veröffentlichte Warner Classics Leif Ove Andsnes CD Shadows of Silence, für die Sørensen eigens die Werke Lullabies und Shadows of Silence komponierte.
Im November 2017 veröffentlichte die University of Louisville, dass Sørensen mit dem Grawemeyer Award 2018 in der Kategorie Komposition für sein Tripelkonzert L'isola della Città ausgezeichnet wird. „Das fünfsätzige Werk für Violine, Violoncello, Klavier und Orchester entstand für das dänische Ensemble Trio con brio sowie das Dänische Nationale Symphonieorchester“.  Die Uraufführung erfolgte im Januar 2016 in Kopenhagen.
Sørensens Kompositionen werden durch Edition Wilhelm Hansen vertrieben. Eine Vielzahl seiner Kompositionen wurden seit 1990 eingespielt und sind auf Tonträger erschienen.
Arne Nordheim sagte einst über Sørensens kompositorisches Werk, es erinnere ihn an etwas, das er zuvor nicht gehört habe. Sørensen ist für seine einzigartige Klangkonzeption mit ätherischen Echos und Wiederholungen bekannt. Zwischen den Polen einer warmen, romantischen Tonalität  und der Atonalität Schönbergs verwebe er in seinen Kompositionen die Polyphonie der Renaissance.